# Göta Elf
Göta Elf (uttalas Göta älv) var namnet på tre ångfartyg, som seglade på Göta älv.

## HjulångarenGötha Elf
Det första fartyget var en hjulångare med skrov av trä på drygt sju svenska läster. Det ägdes av Elfstyrelsen i Göteborg, och hade sin jungfrufärd den 16 januari 1833. Fartygets två ångmaskiner på 10 hästkrafter vardera var inköpta i Skottland. Skrovet var byggt på Lödöse Varf, och även ångpannorna i koppar var gjorda i Sverige. Hjulångaren användes i första hand till att bogsera segelfartyg uppströms från Göteborg, men kunde också segla lustturer med passagerare. Hon beskrevs som låg och rank, samt med klipperstäv. I samband med kung Karl XIV Johans besök i Göteborg  i oktober 1837, reste de kungliga till Marstrand med fartyget. Det var det första ångdrivna fartyg som trafikerade Göta älv efter turlista mellan Göteborg och Lilla Edet, tills det sjönk i Göteborgs hamn 1855.

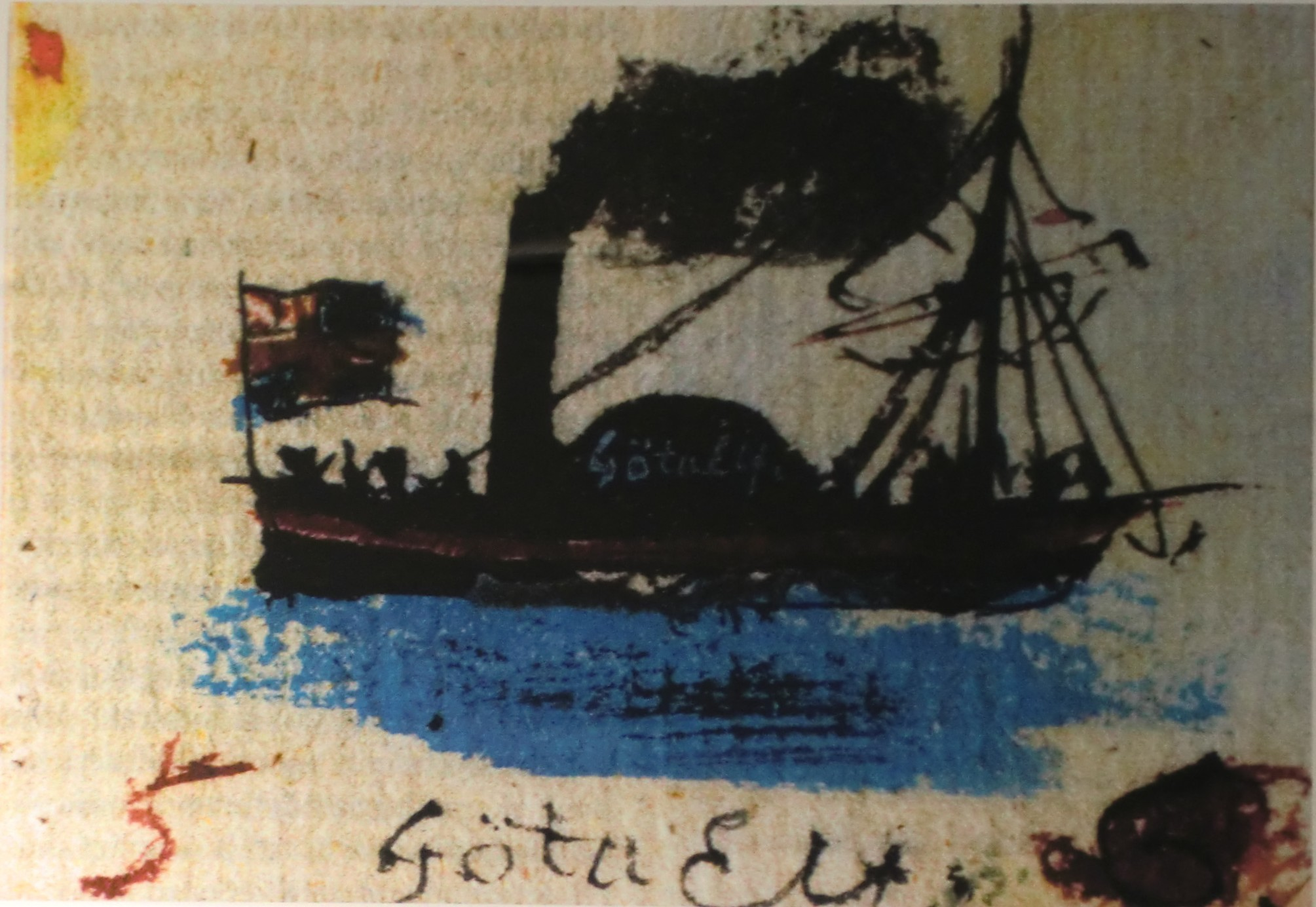
Hjulångaren "Göta Elf" målad 1835 av den 8-årige prins Gustaf, son till blivande Oscar I.
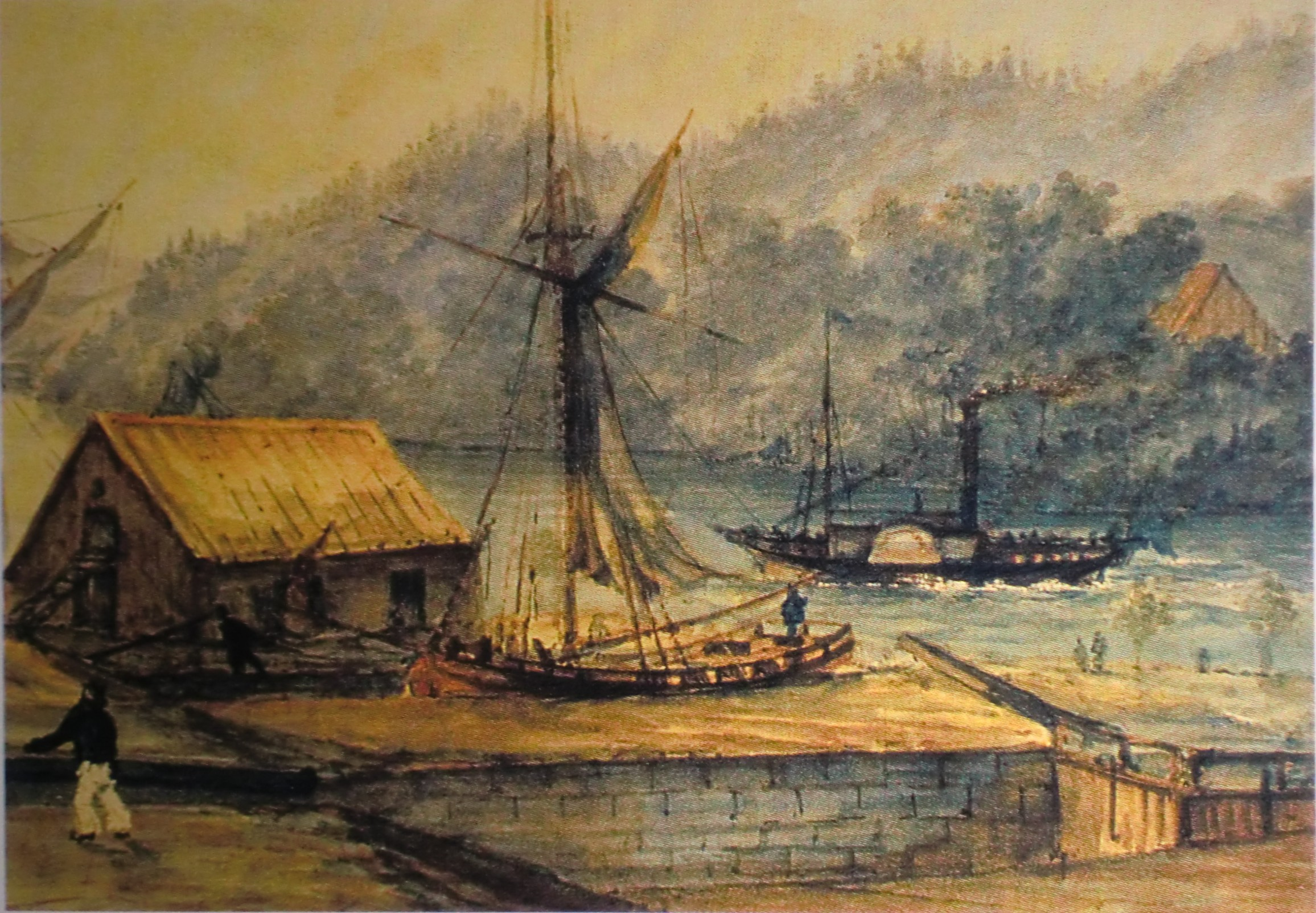
Okänd hjulångare, eventuellt "Göta Elf", vid slussarna i Trollhättan. Detalj från akvarell av Jacob Ahlberg

## Elfstyrelsens andraGötha Elf
År 1852 ersatte Elfstyrelsen den gamla hjulångaren, med ett nytt ångfartyg med samma namn. Skrovet var nu av järn, och fartyget byggdes av Alexander Keiller & Co, som senare blev Götaverken. Varvet övertog det gamla fartyget i samband med affären, men den gamla hjulångaren sjönk som tidigare nämnts redan 1855.

## ÅngarenGöta Elf
Det tredje fartyget hade dimensionerna 30,16 m längd och 5,6 meters bredd, och byggdes 1884 i stål på  Thorskogs varv.
Hon trafikerade sträckan Göteborg - Lilla Edet - Trollhättan för det då nystartade bolaget Nya Ångbåts AB Lilla Edet. Fartyget var under sin tid som älvbåt ovanligt otursförföljd, med flera mindre olyckstillbud innan den stora olyckshändelsen 1908.

### Olyckan

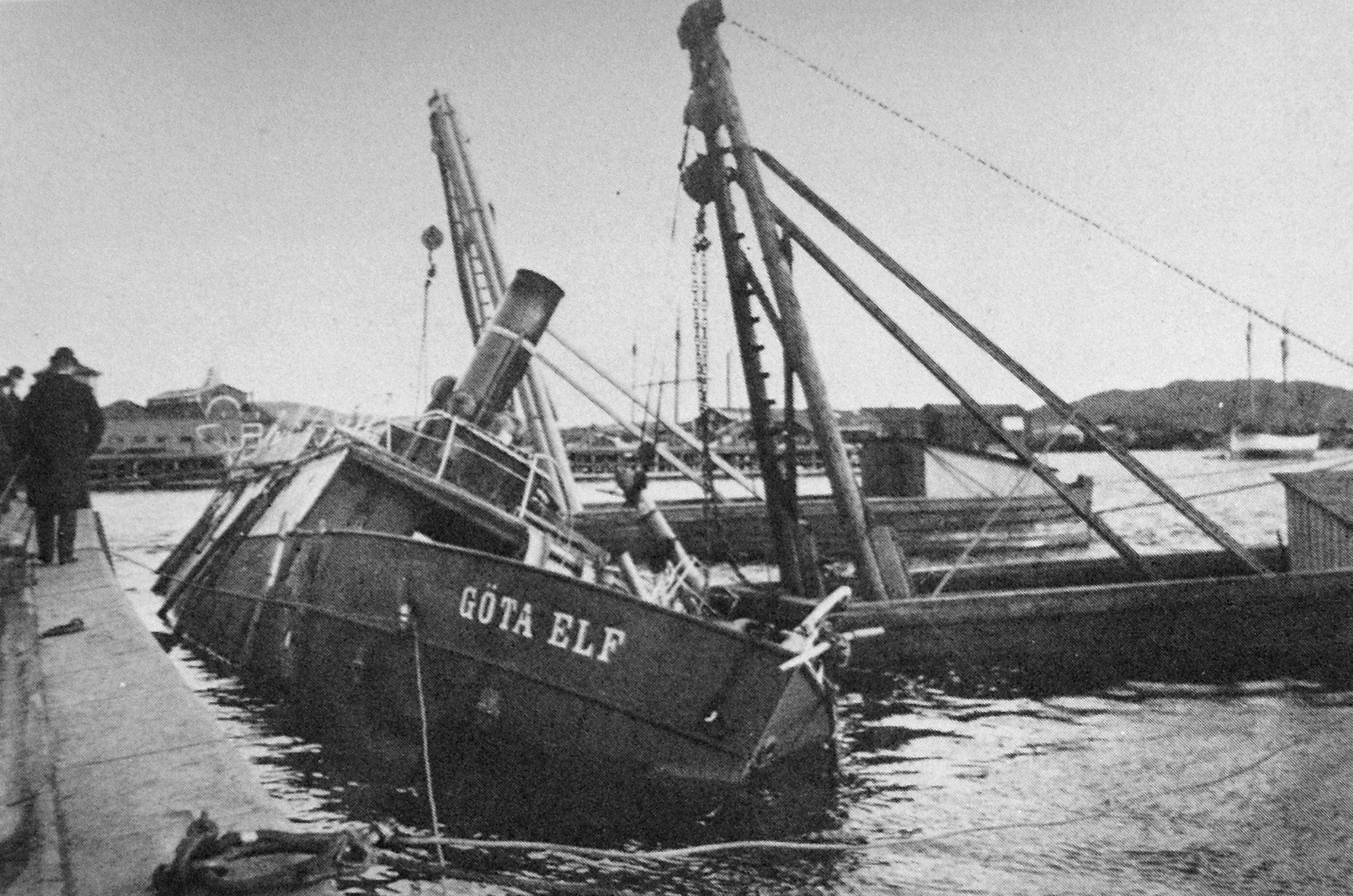
Göta Elf bärgas.

Onsdagen den 15 april 1908, vid 14-tiden, skulle kanalångaren Göta Elf lägga ut från södra kajkanten vid Lilla Bommen nära Hisingsbron i Göteborg. Ombord befann sig ett sextiotal passagerare - mest kvinnor som sålt sina lantmannaprodukter på stadens torg. De flesta passagerarna hade blivit hänvisade till aktersalongen under däck, som då blev helt fullsatt. 
Av bekvämlighetsskäl hade man lastat det mesta av godset på båtens övre däck, medan lastrummen var nästan helt tomma. Där fanns endast tre halvtunnor rödfärg, 1 fat zinkvitt samt fem lådor med styckegods. På mellandäcket däremot hade lastats 25 fat olja, 100 säckar kli, 20 säckar mjöl, 150 säckar gödningsämnen, tre lådor glas, 11 säckar kol, 10 säckar koks, 20 dricksankare samt åtskilligt med passagerargods, medan övre däck upptogs av stolar och ett skrivbord samt ett större antal bräder. Det var vanligt att götaälvsångarna lastades så här, så att de så fort som möjligt skulle kunna lossas vid de många bryggorna utefter älven och hittills hade denna öppna olaglighet gått lyckligt och alla hade blundat för den. Vattennivån var anmärkningsvärt låg, så kanalångaren låg när den var tom i höjd med kajkanten. När man sedan tyngde ner den med last spändes förtöjningskablarna och till slut hamnade båten tätt intill kajkanten och fixerades av de spända kablarna. Man lastade alltså utan att märka om tyngden var jämnt fördelad i fartyget.  
Befälhavaren, kapten Isak Mauritz Simonsson, kommenderade loss och gav maskinisten order om full back. Ångaren, som hela tiden legat på rätt köl utan slagsida, backade cirka åtta meter men fick plötsligt slagsida och sjönk med babords sida ned. Kaptenen och passagerarna på kommandobryggan vräktes i vattnet och kaptenen, som ej var simkunnig, räddades i sista stund. Från kajen kastades ned livbojar, landgångar samt stegar och ett stort antal småbåtar kom till platsen och lyckades rädda flertalet av dem, som kämpade för livet i det kalla vattnet. De överlevande höll sig fast vid stöttor och utsprång, tågändar kastades ned och så småningom halades de upp och fördes till Frälsningsarméns närbelägna sjukhus samt till Sahlgrenska sjukhuset. Totalt omkom 26 personer, mest landsortsbor från orter längs Göta älv upp mot Lilla Edet som var Göta Elfs tänkta slutdestination. 
Besättningen vid olyckstillfället bestod av Kapten Isak Mauritz Simonsson, maskinist Alfred Karlsson, eldare Julius Jansson, rorgängare August Mattsson, styrman Claes Gottfrid Jönsson, kokerska Anna Hansson, restaurantris Christina Olsson samt de båda besättningsmännen Bernard Gustafsson och Axel Held.

### Olyckans konsekvenser
Det var den olyckliga och olagliga placeringen av lasten, som hade åstadkommit katastrofen. Saken togs upp i riksdagen och föranledde nya, skärpta bestämmelser rörande lastning och lossning av fartyg. Kapten Simonsson dömdes till ett kortare fängelsestraff, som fastställdes av Kungl. Maj:t den 17 augusti 1909 till åtta månader. Det nästan flatbottnade fartyget hade också mycket liten barlast, bara ca 1400 kg järnskrot som under 25 år vid reparationer lagts ner i lastrummet. Dessutom fanns 730 kg kol som bränsle. Vid reparationsarbetet efter olyckan ökades barlasten av järn till 7 ton, för att förbättra stabiliteten.
Det bitvis otäcka bärgningsarbetet filmades också av fotografen Charles Magnusson i en av Sveriges första journalfilmer.   
Göta Elf döptes senare om till Svea och sattes in på rutten Arvika-Säffle, den 15 juni 1909. År 1917 kom fartyget till Örnsköldsvik och förändrades 1925 till bogserbåt. Hon blev 1955 ändrad till pråm, innan fartyget skrotades 1957 i Örnsköldsvik.